# Cerkiew Opieki Najświętszej Maryi Panny w Rudence
Cerkiew Opieki Najświętszej Maryi Panny w Rudence – drewniana filialna cerkiew greckokatolicka, znajdująca się w Rudence.

## Historia
Zbudowana w latach 1843-1844, w miejscu starszej drewnianej cerkwi. Należała do parafii w Uhercach Mineralnych. W 1869 zmieniono wezwanie cerkwi z Opieki NMP (czasem Ucieczki do Egiptu) na Soboru NMP.
Cerkiew jest orientowana, konstrukcji zrębowej. Obok znajduje się cmentarz cerkiewny, obecnie już pozbawiony nagrobków, otoczony starymi drzewami. Po 1947 użytkowana była jako magazyn zboża. Około 1970 zachowany był jeszcze kompletny ikonostas z XIX w oraz kilka starszych ikon z XVII–XVIII w.
W 1971 cerkiew została przejęta przez Kościół rzymskokatolicki (parafia w Uhercach Mineralnych), aktualnie jest to kościół pw. Matki Bożej Nieustającej Pomocy. W 1976 nastąpiła kradzież większości wyposażenia, a ostatnie 3 ikony sprzedano Muzeum Historycznemu w Sanoku. Ikonostas pozbawiony ikon przecięty został na trzy części. Środkową przesunięto w głąb prezbiterium i ustawiono ok. 1,5 m od tylnej ściany tworząc w ten sposób małą zakrystię. W nawie głównej XIX-wieczna polichromia z przedstawieniem św. Trójcy.

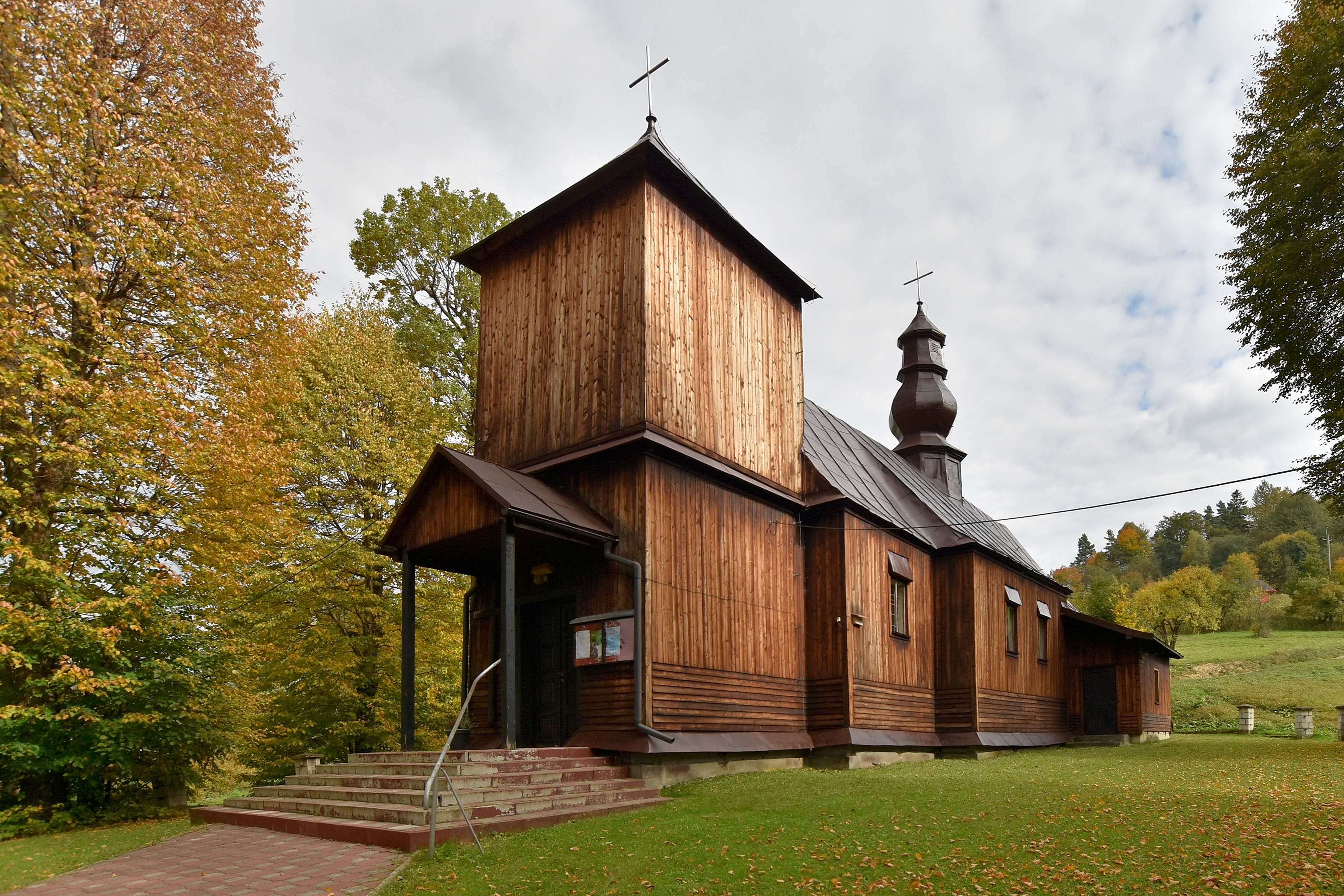
Elewacja frontowa
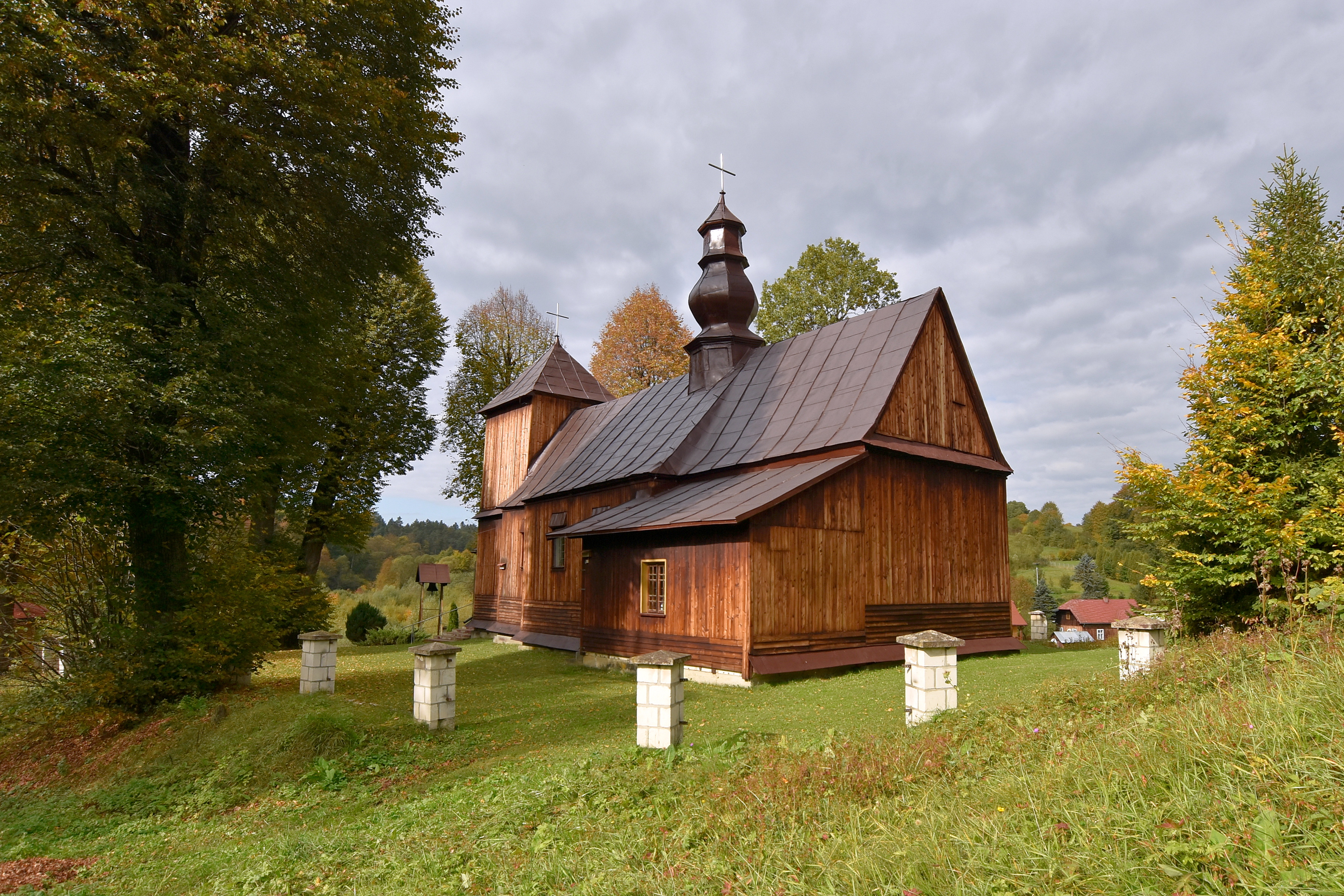
Widok od strony prezbiterium
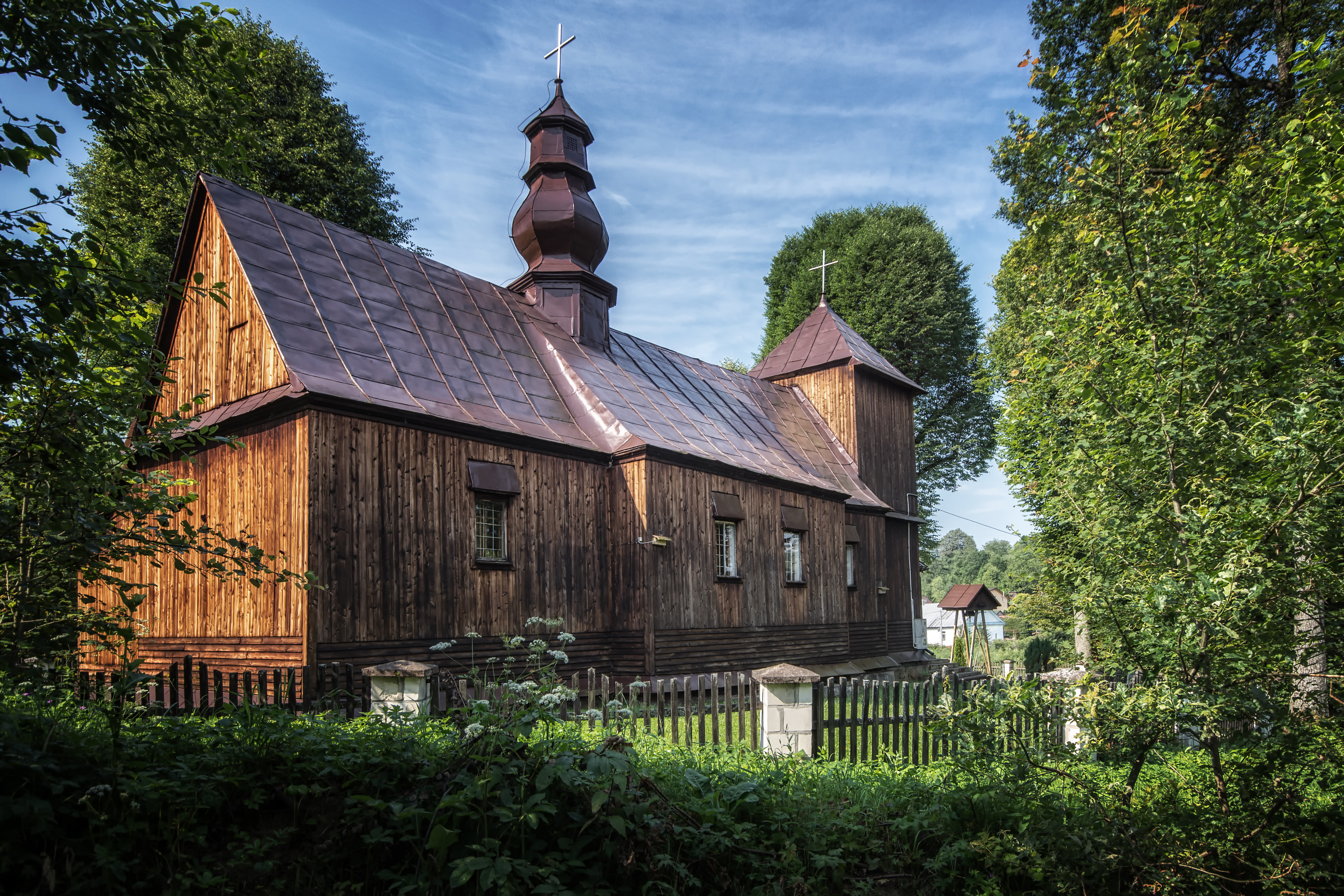
Elewacja boczna